# Agustín de Iturbide y Green
Agustín de Iturbide y Green (Cidade do México, 2 de abril de 1863 - Washington, 3 de março de 1925) foi um príncipe mexicano.

## Tutelagem
Maximiliano de Habsburgo, que não tinha descendência, com o objetivo de unificar a dinastia do primeiro e do segundo império mexicano tomou Augustín de Iturbide y Green sob sua tutela como herdeiro aos três anos de idade, outorgando-lhe o título de "Príncipe de Iturbide" e o colocou na linha de sucessão, depois dele, e de sua esposa a Imperatriz Carlota. 
A tutelagem se realizou ao mesmo tempo de seu primo Salvador de Iturbide y Marzán de dezesseis anos de idade, que mesmo sendo mais velho, como era filho de um oitavo filho do Imperador Agustín I de México, se colocou depois do pequeno Agustín, além disso, se outorgou o título de "Príncipe de Iturbide", no 16 de setembro de 1865. Como tutora foi chamada à corte Josefa de Iturbide y Huarte, a tia paterna do príncipe mexicano, filha de Agustín de Iturbide, os três foram os únicos membros da família Iturbide em que se permitiu viver no México.

## Infância
Desde seu nascimento, até a data fecha de sua tutelagem (1865) por Maximiliano I de México, sua vida transcorria, até certo ponto sem agitações. Foi em 1865, quando em parte vendo que não tinha descendência biológica e para tratar de ganhar laços com o Primeiro Império, Maximiliano I de México, apoiado pelos mexicanos conservadores e pelo Segundo Império Francês, contata à Casa de Iturbide para negociar a tutelagem dos únicos netos do ex - Imperador mexicano Agustín de Iturbide: Salvador de Iturbide y Marzán e o pequeno Agustín de Iturbide y Green.